# Ilie Udilă
Ilie Udilă (n. 25 decembrie 1930, București – d. 10 martie 2002, București) a fost un renumit lăutar și acordeonist virtuoz român de etnie romă.

## Biografie
Născut 25 decembrie 1930 în București, Ilie Udilă a moștenit de la tatăl său, armonistului Stere Udilă, un talent muzical cu totul deosebit.
Începând din 1906, o serie de discuri de gramofon păstrează numeroase cântece și jocuri populare executate de diferiți „harmoniști”, la modă în acea vreme (Panait „Harmonistu” David, Lupu Nandi, Aristide Harmonistu' sau Stere Udilă). 
În 1938 tatăl său îi cumpără un pian la care să înceapă să cânte. Mai târziu, ținând pasul cu împrejurările vremii și din necesități de trai și afirmare la public, trece în 1940 la acordeon, ajungând să-l stăpânească bine și să obțină, printr-un studiu intens, o deosebită măiestrie tehnică muzicală. 
În 1947 debutează în restaurantul „La Doi Cocoși” din Rahova, în formația lui Pandele Dumitrescu. Cântă apoi, din 1949, la restaurantul „Bordei”. Dotat cu o mare sensibilitate artistică, își începe cariera încă din frageda tinerețe, în 1951 intrând în orchestra Ansamblului Artistic „CFR Giulești”, aflată sub conducerea lui Emanuel Elenescu și, mai târziu, a lui Savel Horceag.
Din 1953 cântă și în orchestra de muzica populară condusă de Victor Predescu și preluată, ulterior, de Traian Țârcolea. În același an, împreuna cu o orchestra mică condusă de violonistul Nicu Stănescu, pleacă în primul turneu la Moscova și la Sofia. 
În 1954 debutează la Radio, iar în 1957 înregistrează primul său disc la Electrecord, cu acompaniamentul Orchestrei „Electrecord”, dirijată de Ionel Budișteanu. 
În 1959 este încadrat, prin transfer, în Orchestra de muzică populară a Ansamblului „Ciocârlia”, în care activează până în 1970, sub conducerea dirijorilor Victor Predescu, Tudor Pană și Constantin Arvinte.
În perioada 1960-1969, împreună cu dirijorii Ionel Budișteanu, Constantin Arvinte, Tudor Pană și Victor Predescu, dar și cu propria formație (din 1962), participă la numeroase turnee artistice în Tirana, Budapesta, Praga și Varșovia.
Din 1970 devine membru al Ansamblului „Doina” al Armatei, de unde iese la pensie. 
A întreprins turnee artistice în URSS, Iugoslavia, RFG, RDG, Bulgaria, Austria, Franța, Belgia, Olanda, Danemarca, Suedia, Finlanda, Anglia, Grecia, Turcia, Canada, SUA, China, Brazilia etc.

## Decesul
Moare la data de 10 martie 2002 la București la vârsta de 72 de ani, lăsând în urma sa 4 copii, Silvia Udilă, Sile Udilă (care trăiește în Franța la Cannes), Mihai Udilă (care trăiește în Danemarca la Copenhaga) și George Udilă clarinetistul, care a continuat tradiția muzicală a familiei.

## Distincții
- Ordinul „Meritul Cultural” clasa a V-a (19 decembrie 1967) „cu prilejul împlinirii a 20 de ani de la înființarea ansamblului de cîntece și dansuri «Ciocîrlia» al Ministerului Afacerilor Interne, [...] pentru merite deosebite și îndelungată activitate artistică”[4]

## Aprecieri
„...Am colaborat în mod constant și fericit cu acest mare acordeonist în turneul artistic al ansamblului «Ciocârlia» în anii 1968-1969 în Statele Unite, Mexic, Canada și Cuba.”—Constantin Arvinte - compozitor, aranjor, dirijor.